# Houdan
Houdan là một xã thuộc tỉnh Yvelines, trong vùng Île-de-France, Pháp, située à 25 km environ về phía tây nam Mantes-la-Jolie.
Đây là thủ phủ của một tổng cùng tên.
Người dân ở đây trong tiếng Pháp gọi là Houdanais.

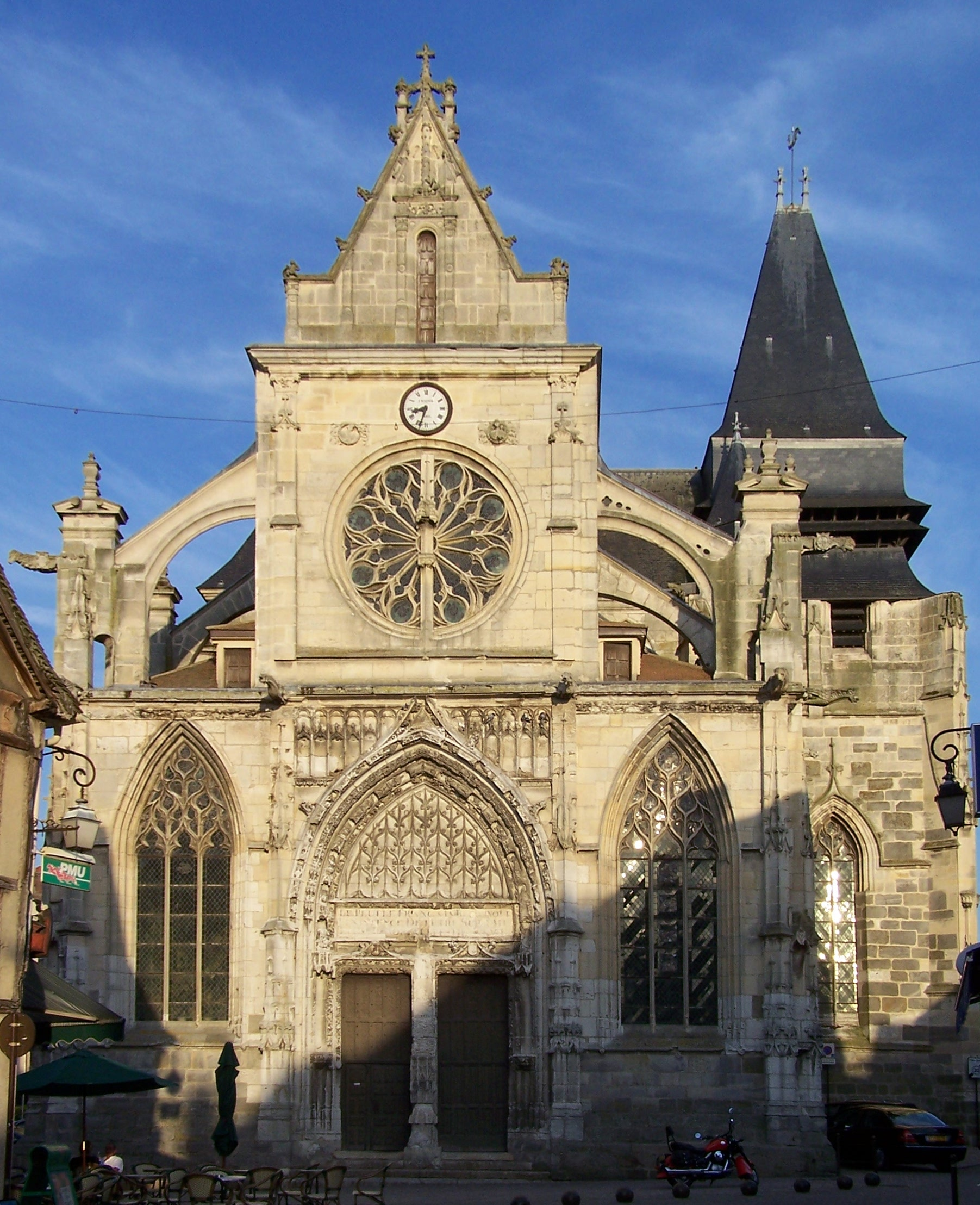
Nhà thờ Saint-Jacques và Saint-Christophe

Các xã giáp ranh: Gressey về phía bắc, Maulette và Richebourg về phía đông, tỉnh Eure-et-Loir về phía tây.

## Biến động dân số
| 1793  | 1800  | 1806  | 1821  | 1831  | 1836  | 1841  | 1846  | 1851  |
| ----- | ----- | ----- | ----- | ----- | ----- | ----- | ----- | ----- |
| 2 000 | 1 825 | 1 903 | 1 856 | 1 839 | 1 980 | 2 003 | 2 105 | 2 143 |

| 1856  | 1861  | 1866  | 1872  | 1876  | 1881  | 1886  | 1891  | 1896  |
| ----- | ----- | ----- | ----- | ----- | ----- | ----- | ----- | ----- |
| 2 039 | 2 051 | 2 007 | 2 027 | 2 035 | 2 062 | 2 063 | 1 968 | 2 095 |

| 1901  | 1906  | 1911  | 1921  | 1926  | 1931  | 1936  | 1946  | 1954  |
| ----- | ----- | ----- | ----- | ----- | ----- | ----- | ----- | ----- |
| 2 085 | 2 100 | 2 135 | 2 056 | 2 126 | 2 068 | 1 937 | 2 083 | 2 116 |

| 1962                                         | 1968  | 1975  | 1982  | 1990  | 1999  | 2006  | - | - |
| -------------------------------------------- | ----- | ----- | ----- | ----- | ----- | ----- | - | - |
| 2 325                                        | 2 409 | 2 873 | 2 973 | 2 912 | 3 112 | 3 140 | - | - |
| Số liệu kể từ 1962 : dân số không tính trùng |       |       |       |       |       |       |   |   |